# Алтадина
Алтадина (на английски: Altadena) е селище в югозападната част на Съединените американски щати, част от окръг Лос Анджелис на щата Калифорния. Населението му е около .
Разположено е на 414 метра надморска височина в Южнокалифорнийските планини, непосредствено над Пасадина и на 19 километра североизточно от центъра на Лос Анджелис. Селището е основано през 1887 година и се развива като жилищно предградие на Лос Анджелис. Към 2020 година средният доход на човек от населението е около 50 хиляди долара, 85% от средния за страната.

## Известни личности
Родени в Алтадина
- Джон Пъстел (1943 – 1998), информатик

Починали в Алтадина
- Зейн Грей (1872 – 1939), писател